# الومییر
الومییر (به ایتالیایی: Allumiere) یک سکونتگاه مسکونی در ایتالیا است که در استان رم واقع شده‌است.

## خصوصیات
الومییر ۹۲٫۲ کیلومترمربع مساحت و ۴٬۲۴۷ نفر جمعیت دارد و ۵۲۲ متر بالاتر از سطح دریا واقع شده‌است.